# Metopa quadrangulata
Metopa quadrangulata är en kräftdjursart som beskrevs av Reibish 1905-1906. Metopa quadrangulata ingår i släktet Metopa, och familjen Stenothoidae. Arten är reproducerande i Sverige.